# 第3回ベルリン国際映画祭
第3回ベルリン国際映画祭は1953年6月18日から28日まで開催された。

## 概要
1953年6月、ベルリン暴動のすぐ後に開かれた映画祭であり、境界線が一時的に封鎖されていたため、観客数は振るわなかった。観客により、金熊賞はフランスのサスペンス映画『恐怖の報酬』に与えられた。

## 受賞
- 金熊賞：『恐怖の報酬』（アンリ＝ジョルジュ・クルーゾー）
- 銀熊賞：『Magia verde』（ジャン・ガスパーレ・ナポリターノ）
- 銅熊賞：『Das Pestalozzidorf』（レオポルド・リントベルク）

## 上映作品
- 長編映画のみ記載
- 煙突の見える場所 – 五所平之助 （日本）
- 恐怖の報酬 – アンリ＝ジョルジュ・クルーゾー （フランス・イタリア）
- 綱渡りの男 – エリア・カザン （アメリカ）
- Das Pestalozzidorf – レオポルド・リントベルク （スイス・イギリス）
- Magia verde – ジャン・ガスパーレ・ナポリターノ （イタリア）
- Processo alla città – ルイジ・ザンパ （イタリア）